# Fujisankei Classic
De Fujisankei Classic (フジサンケイクラシック, Fuji sankei kurashikku) is een jaarlijks toernooi voor golfprofessionals van de Japan Golf Tour. 
De eerste editie werd gespeeld in 1973, net als de Diamond Cup Golf. Het werd gewonnen door Graham Marsh, die een jaar eerder al het Zwitsers Open en het Duits Open had gewonnen en in 1979 het Open op Noordwijk won.
Het prijzengeld was in 2012  ¥110,000,000 waarvan ¥ 22,000,000 naar de winnaar ging. Titelsponsor is de Fujisankei Communications Group.

## Banen
- 1973-1978: Takasaka Country Club - Yoneyama Course
- 1979-1980: Higashi-Matsuyama Golf Club
- 1981-2004: Kawana Hotel's Fuji course
- 2005-heden: Fujizakura Country Club

## Winnaars
| - 1973: Graham Marsh - 1974: Graham Marsh - 1975: Lu Liang-Huan - 1976: Norio Suzuki - 1977: Yasuhiro Miyamoto - 1978: Kosaku Shimada - 1979: Shoichi Sato - 1980: Masashi Ozaki - 1981: Toshiharu Kawada - 1982: Tsuneyuki Nakajima - 1983: Nobumitsu Yuhara - 1984: Tateo Ozaki | - 1985: Mark O'Meara - 1986: Masashi Ozaki - 1987: Masashi Ozaki - 1988: Ikuo Shirahama - 1989: Masashi Ozaki - 1990: Masashi Ozaki - 1991: Saburo Fujiki - 1992: Hiroshi Makino - 1993: Masashi Ozaki - 1994: Kiyoshi Murota - 1995: Tsuneyuki Nakajima - 1996: Brian Watts | - 1997: Kenichi Kuboya - 1998: Carlos Franco - 1999: Shigemasa Higaki - 2000: Tateo Ozaki - 2001: Frankie Miñoza - 2002: Nobuhito Sato - 2003: Todd Hamilton - 2004: Paul Sheehan - 2005: Daisuke Maruyama - 2006: Shingo Katayama - 2007: Hideto Tanihara - 2008: Toyokazu Fujishima | - 2009: Ryo Ishikawa - 2010: Ryo Ishikawa - 2011: Masatsugu Morofuji - 2012: Kim Kyung-tae - 2013: Hideki Matsuyama - 2014: Hiroshi Iwata |